# قائمة رواد أعمال إنترنت
رائد أعمال إنترنت هو رائد أعمال يعمل على إنشاء مشروع إنترنت جديد قائم على الابتكار.

روّاد أعمال الإنترنت هم جزء من تصنيف أعمّ هو روّاد الأعمال الرقميون.

## أكثر روّاد أعمال الإنترنت شهرةً
- سيرجي برين ولاري بايج - جوجل
- مارك زوكربيرج وداستن موسكوفيتز وكريس هيوز وإدواردو سافيرن - فيسبوك
- بيل غيتس وبول ألين وراي أوزي وكريج موندي - مايكروسوفت - إم إس إن
- تشاد هيرلي وستيف تشين وجاود كريم - يوتيوب
- جوليان أسانج - ويكيليكس
- بيير أميديار وجون دوناهو - إيباي
- توم أندرسون وكريس ديولف - ماي سبيس
- جيمي ويلز - ويكيبيديا
- كريغ نيومارك - كريجزليست
- جيف بيزوس - أمازون
- جيري يانغ وديفيد فيلو - ياهو!
- ماكس ليفيتشن وبيتر ثيل وإيلون ماسك ولوك نوزيك - باي بال
- كاترينا فيك وستيوارت بترفيلد - فليكر
- ريد هاستينغز - نتفليكس
- جاك دورسي - تويتر
- كيفين روز - ديق
- آدم دانجيلو - كورا
- جيمس كلارك ومارك آندرسن - نتسكيب
- ديفيد بازوكي - روبلوكس
- جوشوا شاشتر - دلشس
- شون فانينج - نابستار
- سكاي دايتون - ايرثلينك
- بوب بارسونز - جو دادي
- توم فولب - نيوجرواندز
- تود واجنر ومارك كوبان - Broadcast.com
- مايكل أرينغتون - تك كرانش
- كريس بيريلّو - LOCKERGNOME
- كريستوفر بول - 4 شان
- زاك كلاين - فيمو
- أشوين نافين - بت تورنت
- تريب أدلر - سكريبد
- غاريت جرونر وديفيد وارثين - أسك دوت كوم
- وسيم ابراهيم - Scarlet Royal